# La Pourpre et l'Or
 (mai 2017).
Si vous disposez d'ouvrages ou d'articles de référence ou si vous connaissez des sites web de qualité traitant du thème abordé ici, merci de compléter l'article en donnant les références utiles à sa vérifiabilité et en les liant à la section « Notes et références ».
La Pourpre et l'Or est le premier tome de la série de bande dessinée Murena, dont le scénario a été écrit par Jean Dufaux et les dessins réalisés par Philippe Delaby.

## Synopsis
Les événements se déroulent lors de mai 54 après J.-C. L'empereur Claude assiste à la fin d'un combat de gladiateurs à l'arène et descend auprès d'eux pour entendre leurs derniers râles d'agonie. Pendant ce temps, sa femme, l'ambitieuse et impitoyable Agrippine apprend que son mari compte favoriser son fils naturel Britannicus aux dépens de son fils Néron. Elle met tout en œuvre de manière que Néron reste l'héritier du vaste empire romain.

## Personnages
Par ordre d'apparition
- L'empereur Claude
- Lucius Murena, héros éponyme de la série, alors adolescent. Sa mère étant la maîtresse de Claude, il se trouve au contact des puissants, en particulier Néron.
- Un esclave nubien gladiateur (qui n'est pas encore nommé, mais il s'agit de Balba, personnage récurrent dans la série). Sauvé de la mort par Britannicus, il en conçoit une loyauté inébranlable pour celui-ci.
- Britannicus, fils de Claude et Messaline. Il est épileptique.
- Néron, fils de Gnaeus Domitius Ahenobarbus et d'Agrippine, qui sera adopté par l'empereur Claude. De naissance, il se nomme Lucius Domitius Ahenobarbus, mais sa mère revendique pour lui le nom Tiberius Claudio Nero
- Le dieu Mercure - peut-être une hallucination de Néron
- Agrippine, épouse de Claude et mère de Néron
- Pallas, esclave affranchi d'Aggrippine et son informateur
- Lolia Paulina, mère de Murena et amante de Claude
- Locuste, empoisonneuse gauloise aux ordres d'Agrippine
- Domitia Lepida, tante paternelle de Néron
- Afranius Burrhus, chef du prétoire
- Acté, esclave vouée à la prostitution par Pallas et qui inspire à Néron un vif désir
- Sénèque, précepteur de Néron et complice d'Agrippine
- Draxius, esclave gladiateur, chargé par Agrippine d'assassiner sa rivale Lolia Paulina
- D'innombrables esclaves

## Place de cet album
Cet épisode est le premier opus du Cycle de la Mère.

## Publication
- Dargaud, novembre 1997  (ISBN 2-87129-116-0)
- Réédition chez Dargaud, juin 2001